# Jitzchak Schamir

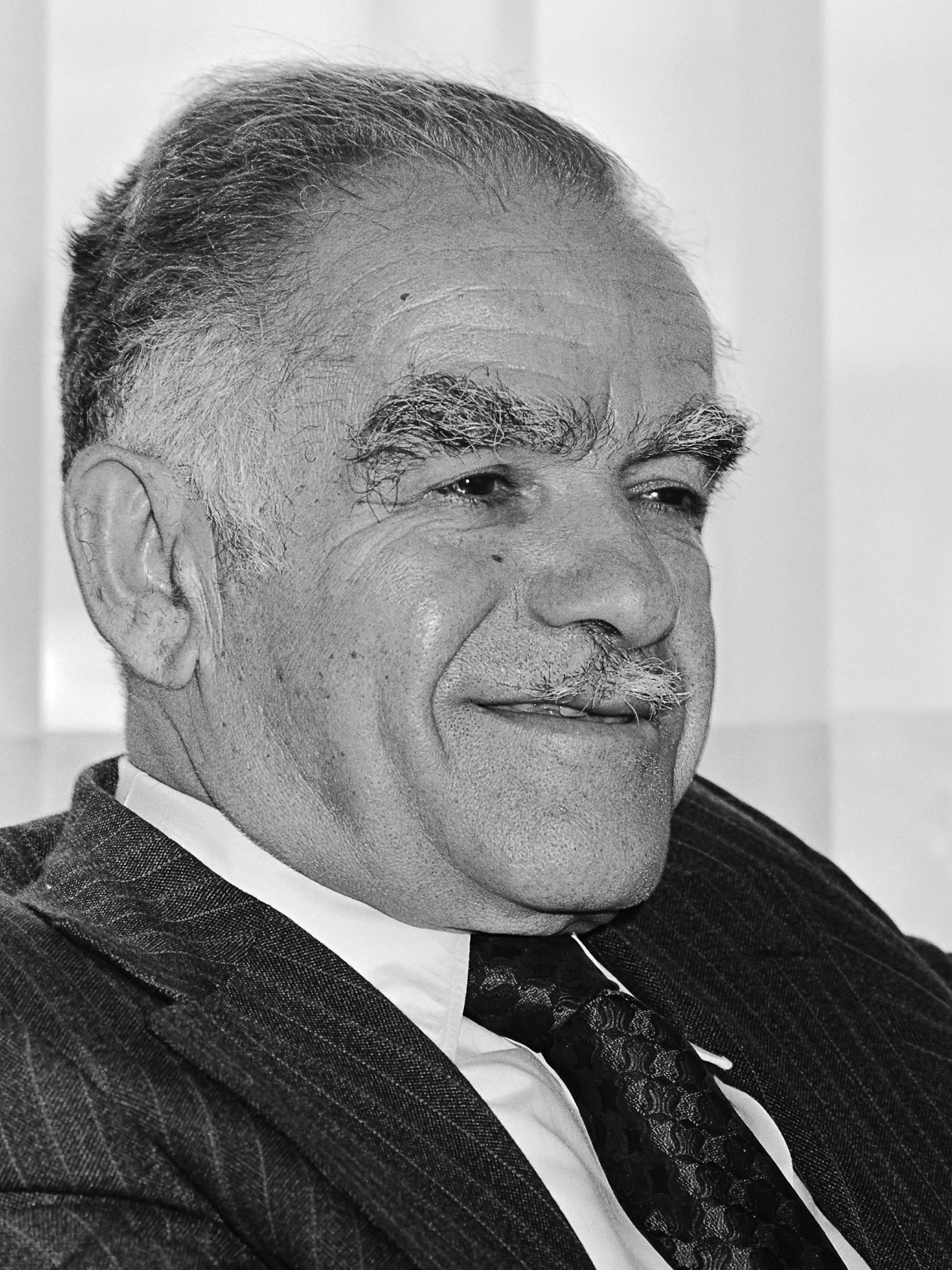
Jitzchak Schamir (1980)

Jitzchak Schamir (hebräisch יצחק שמיר; geboren am 15. Oktober 1915 in Ruschany, Gouvernement Grodno, Russisches Kaiserreich, heute Breszkaja Woblasz, Belarus, gebürtig Icchak Jaziernicki; gestorben am 30. Juni 2012 in Tel Aviv) war ein israelischer Politiker (Likud). Von 1955 bis 1965 arbeitete er für den Auslandsgeheimdienst Mossad. Er war von 1977 bis 1980 Präsident der Knesset, von 1980 bis 1986 Außenminister sowie von 1983 bis 1984 und von 1986 bis 1992 Ministerpräsident seines Landes.

## Leben

### Frühe Jahre und Familie
Schamir wurde als Sohn von Schlomo und Perla Jaziernicki in dem damals mehrheitlich jüdisch bewohnten Dorf Ruschany geboren. Sein Vater betrieb eine Lederfabrik. Bereits als Jugendlicher trat Schamir unter dem Eindruck des starken Antisemitismus in der Zweiten Polnischen Republik der zionistischen Organisation  Betar bei. Nach dem Abitur an der hebräischen Schule in Białystok, wo Symon Datner sein Lehrer war, studierte er Jura an der Universität Warschau, bis er sein Studium 1935 unterbrach, um nach Palästina auszuwandern. 
Schamir gab an, dass seinem Vater während der deutschen Besetzung Polens im Zweiten Weltkrieg die Flucht von einem Deportationszug gelungen sei. Danach habe dieser Zuflucht in seinem Heimatort Ruschany gesucht, wo er jedoch von den polnischen Dorfbewohnern zu Tode gesteinigt worden sei. Laut Schamir seien die Täter Freunde aus dessen Kindheit gewesen. Seine Mutter und seine Schwestern starben in den deutschen Konzentrationslagern. Schamir erwarb durch diese Umstände und seine Erlebnisse in Polen eine antipolnische Einstellung. Später behauptete er, dass jeder Pole den „Antisemitismus mit seiner Muttermilch eingesaugt“ habe.
Schamir war mit Schulamit verheiratet, mit der er zwei Kinder (Ja’ir und Gilada) hatte. 2011 verstarb seine Frau. Seinen Sohn Ja’ir hat er nach dem Pseudonym des Lechi-Gründers Avraham „Ja’ir“ Stern benannt. Ja’ir Schamir ist Mitglied der säkular-nationalistischen Partei Jisra’el Beitenu und war von 2013 bis 2015 israelischer Landwirtschaftsminister.

### Britische Mandatszeit

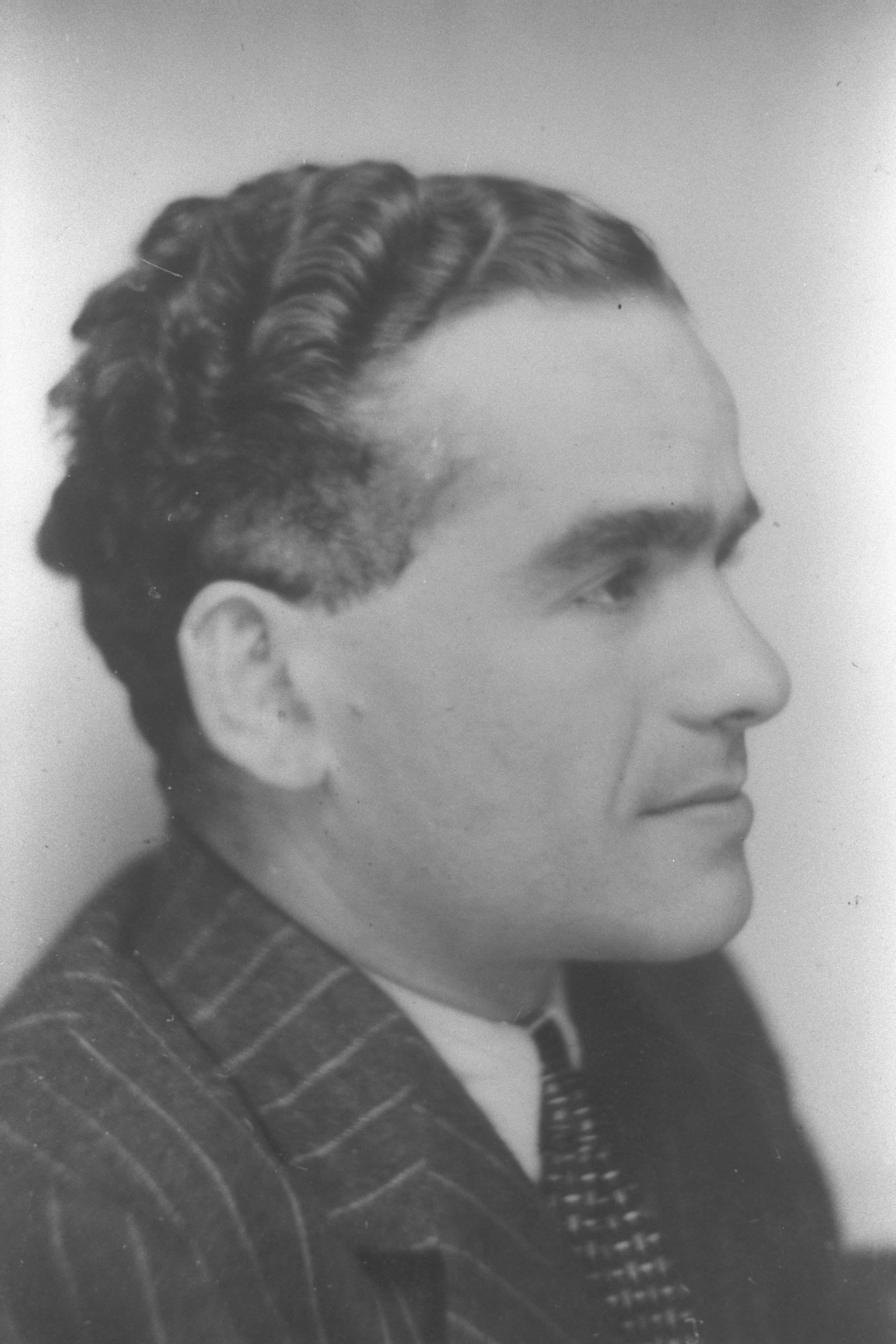
Schamir um 1938

In Palästina wurde Schamir Mitglied der Irgun, einer der jüdischen militärischen Terrororganisationen in Palästina. 1940 spaltete sich unter Avraham Stern von Irgun eine radikale Splittergruppe namens Lechi ab, um den Kampf gegen die britische Mandatsmacht fortzusetzen, da Irgun mit den Briten Waffenstillstand geschlossen hatte. Schamir schloss sich Lechi an, wurde 1941 von den Briten inhaftiert und entkam 1942 nach Sterns Tod aus einem Internierungslager. 1943 wurde er einer der drei Anführer der neuformierten Lechi. Diese verübte in den folgenden Jahren unter anderem die Attentate auf den britischen Nahost-Minister Lord Moyne und den UN-Nahost-Vermittler Folke Bernadotte sowie das Massaker von Deir Yasin. 
1944 lernte er seine spätere Frau Schulamit in einem Internierungscamp der Briten kennen, die dort festsaß, da sie illegal nach Palästina eingereist war.

### Mossad
Nach dem israelischen Unabhängigkeitskrieg war Schamir von 1955 bis 1965 Mitarbeiter des Auslandsgeheimdienstes Mossad. Er leitete die Einheit, die 1962 für die Operation Damokles verantwortlich war. Dabei verübte der Mossad mehrere Mordanschlägen auf Deutsche, die für das ägyptische Raketenprogramm arbeiteten. Nachdem die Operation publik geworden war, drängte die Regierung Ben-Gurion den Mossad-Direktor Isser Harel zum Rücktritt und ersetzte ihn durch Meir Amit. Da Schamir Amit nicht ausstehen konnte, nahm er sechs Monate später ebenfalls seinen Abschied. Anschließend arbeitete er als Direktor einer Gummifabrik in Kfar Saba.

### Politische Karriere
Schamir setzte sich für das Recht sowjetischer Juden ein, nach Israel auszuwandern. Er trat 1970 der von Menachem Begin geführten revisionistisch-zionistischen Partei Cherut bei und leitete deren Abteilung für Einwanderungspolitik. Mit 55 Jahren stieg er ungewöhnlich spät in die Politik ein. Zudem galt er als Außenseiter im Cherut, der von Begin und anderen ehemaligen Irgun-Kämpfern dominiert wurde, während Schamir aus der Lechi kam. Dennoch wurde er 1973 auf einem sicheren Listenplatz des rechten Likud-Bündnisses, zu dem Cherut gehörte, in die Knesset gewählt. Nach dem Wahlsieg des Likud 1977 wurde Schamir zum Präsidenten der Knesset gewählt. Nach dem Rücktritt Mosche Dajans wurde Schamir im März 1980 Außenminister in der Regierung Begins und behielt das Amt auch in Begins zweitem Kabinett nach der Wahl 1981.
Schamir galt nicht als geschliffener Autor oder mitreißender Redner, seine Stärke war aber Durchsetzungsvermögen. Obwohl er als Hardliner des Likud bekannt war, übernahm Schamir den Vorsitz beim Besuch des ägyptischen Präsidenten Anwar as-Sadat im Jahre 1977 und bei den anschließenden Friedensgesprächen. Im Juni 1981 beschloss Schamir zusammen mit Ministerpräsident Begin und Generalstabschef Rafael Eitan die Operation Opera, den israelischen Luftangriff auf den irakischen Kernreaktor Osirak. In den Jahren 1981 und 1982 führte er die Verhandlungen mit Ägypten an, welche die Beziehungen nach dem Vertrag normalisieren sollten. Der Minister Mordechai Zipori hatte ihn am 17. September 1982 über das sich entfaltende Massaker von Sabra und Schatila informiert, doch Schamir unternahm nichts. Die eingesetzte Kahan-Kommission rügte ihn in ihrem Bericht vom 8. Februar 1983 für die Unterlassungen, die er und weitere hochrangige Politiker und Geheimdienstleute begangen hatten. Er leitete 1983 Verhandlungen, die zu einem Abkommen mit dem Libanon führten (welches jedoch nie von der libanesischen Regierung ratifiziert wurde).

### Ministerpräsident

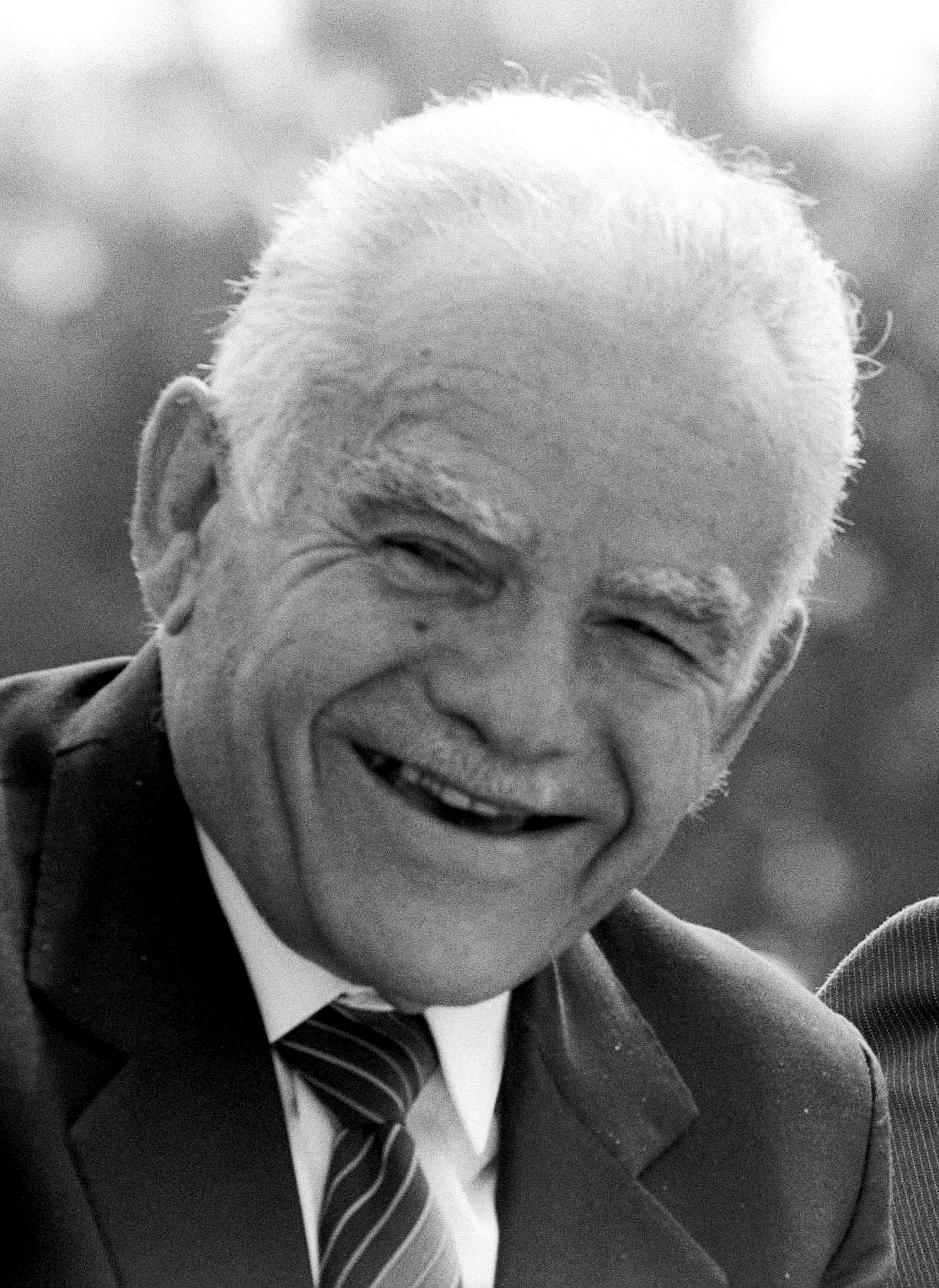
Schamir im Jahr 1988

Nach dem Rücktritt Begins wurde Schamir am 10. Oktober 1983 zum Ministerpräsidenten ernannt. Weil er daran scheiterte, Israels inflationäre Wirtschaft zu stabilisieren, kam es 1984 außerplanmäßig zu Neuwahlen. Es wurde eine Koalition aus seinem Likud mit der von Schimon Peres geführten Awoda gebildet. Peres übernahm den Posten des israelischen Ministerpräsidenten für den ersten Teil der Amtsperiode und wurde im September 1986 von Schamir im Rahmen des Israelischen Modells abgelöst. 
Schamir wurde in die Affäre um die Entführung des Busses 300 ab dem 12. April 1984 verwickelt. Nachdem dieser Gegenstand einer internen und anschließend von der Justiz geführten Untersuchung geworden war, beschuldigte ihn Avraham Schalom des Schabak, den Auftrag zur Ermordung zweier palästinensischer Gefangener gegeben zu haben, was Schamir bestritt. Um die Untersuchung einzustellen, drängte die Regierung auf den Rücktritt von Yitzhak Zamir, dem Rechtsbeirat der Regierung, der mit Hilfe von Dorit Beinisch das Verfahren neu angestrengt hatte. Die Regierung hatte zuvor den sie kritisierenden Geheimdienstmann Reuven Hazak entlassen, während der ausführende Täter Ehud Jatom straflos blieb. Als Zamirs Nachfolger Yosef Harish das Verfahren jedoch weiterführte, wandte sich die Regierung für eine Reihe von Begnadigungen an Staatspräsident Chaim Herzog und ermöglichte Abgänge in die Wirtschaft.
1987 begann die Erste Intifada (bewaffneter Kampf der Palästinenser gegen Israel), gegen die die Regierung Schamir mit harter Hand vorging. 1988 wurde die große Koalition wiedergewählt, worauf Schamir und Peres eine neue Koalitionsregierung bildeten. Nach dem Austritt der Arbeitspartei 1990 stand Schamir einer Minderheitsregierung vor.
Im Jahre 1991 nahm die Regierung Schamir nach heftigem amerikanischen Drängen an den Friedensgesprächen von Madrid teil. Gleichzeitig ließ er zahlreiche jüdische Siedlungen im Westjordanland ausbauen oder neu errichten; unverwandte Mordvorwürfe vonseiten arabischer Gipfelteilnehmer bezüglich seiner Untergrundaktivitäten und zunehmendes Misstrauen seitens der Amerikaner angesichts seiner starren Haltung schwächten seine Verhandlungsposition erheblich.
Im gleichen Jahr ermöglichte er die Umsiedlung tausender äthiopischer Juden, die Operation Salomon. Nachdem Israel während des Irakkriegs von einer Salve irakischer R-17-Raketen getroffen worden war, verzichtete die Regierung Schamir auf einen Gegenschlag, weil die USA die arabisch-westliche Kriegskoalition in Gefahr sahen. Nach der Abwahl des Likud im Jahre 1992 wurde Jitzchak Rabin (Arbeitspartei) sein Amtsnachfolger.

### Rückzug aus der Politik
Schamir trat im März 1993 vom Vorsitz über den Likud zurück, nachdem er von seinem Nachfolger Benjamin Netanjahu für seine Unentschlossenheit in der palästinensischen Frage kritisiert worden war.
Im Jahr 2001 wurde Schamir der Israel-Preis verliehen. Er starb am 30. Juni 2012 nach längerer Erkrankung an der Alzheimer-Krankheit in Tel Aviv.